# David Spade

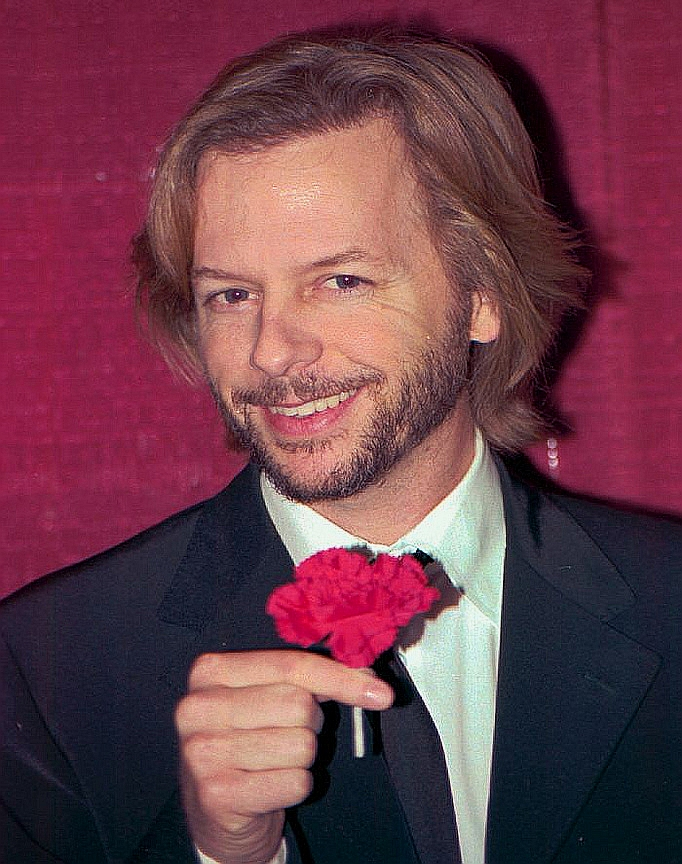
David Spade (2010)

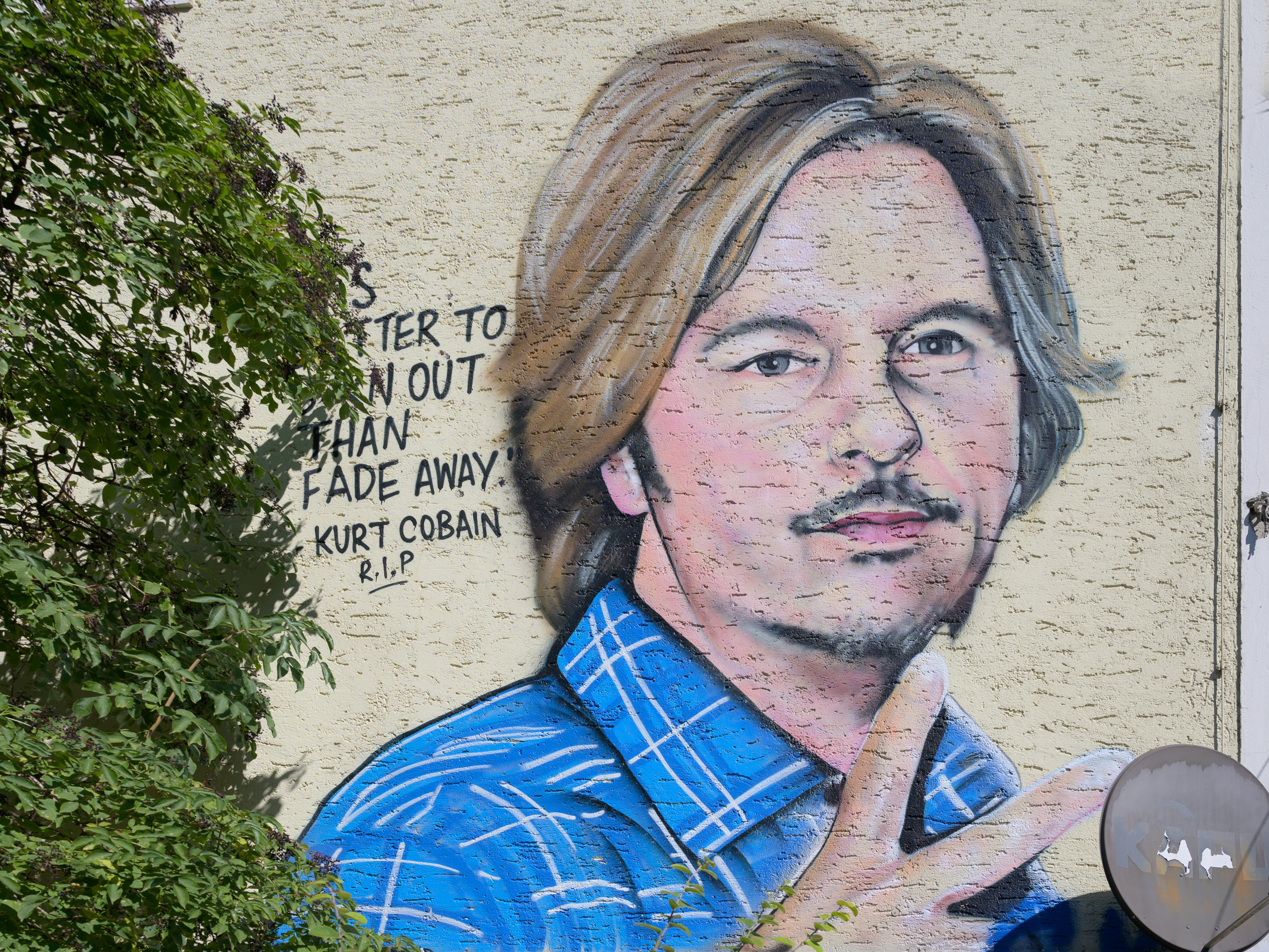
David Spade von Lush Sux, KAPU (Kulturzentrum Kapuzinerstraße), Linz

David Wayne Spade (* 22. Juli 1964 in Birmingham, Michigan) ist ein US-amerikanischer Schauspieler, Comedian und Produzent.

## Leben
Spade wurde als jüngster von drei Söhnen von Wayne Spade und Judy Todd geboren. Er wuchs in Scottsdale, Arizona, auf und ist der Schwager der Designerin Kate Spade. Sein Bruder Andy Spade war der Generaldirektor des nach ihr benannten Modelabels Kate Spade. Er schloss ein Wirtschaftsstudium an der Arizona State University 1986 ab und ist Mitglied der Studentenverbindung Sigma Alpha Epsilon.
Spade, von seinen Freunden ermutigt eine Karriere als Comedian einzuschlagen, kam 1990 als fester Darsteller und Autor zu Saturday Night Live. Hier wurde er bekannt als sarkastischer Besserwissercharakter in einer Reihe von Sketchen sowie unter anderem: als Flugbegleiter, der jedem Passagier beim Ausstieg ein unangenehmes „Buh-Bye“ wünscht; als Empfangssekretär für Dick Clark, der, um absolut sicherzugehen, jede noch so einfach wiederzuerkennende Person fragt: „Und Sie sind?“; und, am bekanntesten, als der beißend sarkastische Hollywood-Minute-Reporter, der Prominente mit einer Reihe von Ein-Satz-Kurzwitzen überfällt. Diese bestimmte Rolle brachte Spade sowohl Beifall von der Öffentlichkeit als auch Verachtung von Prominenten – die wahrscheinlich spürbarste von seinem ehemaligen Saturday Night Live Kollegen Eddie Murphy, als Spade ein Foto von Murphy zeigte, dessen Karriere ins Schwanken geraten war, und dazu spöttelte: „Seht Kinder, ein herabstürzender Star … Schnell, wünscht euch was.“ („Look children, a falling star … Quick, make a wish.“ – Falling star = Sternschnuppe). In einem Spade in America-Sketch bekam er ein Tattoo von Calvin von Calvin und Hobbes durch Sean Penn. Außerdem imitierte er Prominente wie Michael J. Fox, Kurt Cobain und Tom Petty.
Obwohl viele der SNL-Darsteller 1995 die Show verließen, blieb Spade im folgenden Jahr, um in der Übergangszeit den neuen Darstellern zu helfen. Er kehrte als Moderator in einer Episode 1997 sowie einer weiteren 2005 zurück. Spade wirkte in dieser Zeit außerdem in einigen Filmen mit, oft mit seinem befreundeten SNL-Kollegen Chris Farley. Diese Filme waren verschieden erfolgreich. So war Joe Dreck kein großer kommerzieller Erfolg beschieden, zuvor war jedoch etwa Tommy Boy – Durch dick und dünn weitaus stärker beachtet.
Von 1997 bis 2003 spielte Spade einen sarkastischen Empfangssekretär in der Fernsehserie Just Shoot Me – Redaktion durchgeknipst. Er synchronisierte in mehreren Episoden Beavis and Butt-Head und produzierte seine eigene Fernsehsendung Sammy 2000. Spade war außerdem in neueren Werbungen zu sehen, unter anderem für Capital One.
Zwischen 2005 und 2007 war er Moderator der Comedy-Central-Show The Showbiz Show with David Spade. Hier nahm Spade Hollywood und Prominente aufs Korn, in ähnlicher Art und Weise wie er es schon in seiner alten Rolle als Hollywood Minute-Reporter bei Saturday Night Live tat. Im Anschluss übernahm Spade von 2007 bis 2013 eine Hauptrolle in der Comedyserie Rules of Engagement. Als einer der Hauptdarsteller wirkte er in den kommerziell erfolgreichen Filmen Kindsköpfe (2010) und Kindsköpfe 2 (2013) mit.

## Filmografie (Auswahl)
- 1987: Police Academy 4 – Und jetzt geht’s rund (Police Academy 4: Citizens on Patrol)
- 1989: Baywatch – Die Rettungsschwimmer von Malibu (Fernsehserie, Folge 1x04)
- 1990–1996: Saturday Night Live
- 1992: Light Sleeper
- 1993: Die Coneheads (Coneheads)
- 1995: Tommy Boy – Durch dick und dünn
- 1996: Black Sheep
- 1997–2003: Just Shoot Me – Redaktion durchgeknipst (Just Shoot Me, Fernsehserie, 149 Episoden)
- 1998: Senseless
- 1999: Get The Dog – Verrückt nach Liebe (Lost & Found)
- 2000: Ein Königreich für ein Lama (The Emperor’s New Groove, Stimme von Kuzco)
- 2000: Loser – Auch Verlierer haben Glück (Loser)
- 2001: Joe Dreck (Joe Dirt)
- 2003: Dickie Roberts: Kinderstar (Dickie Roberts: Former Child Star)
- 2003–2005: Meine wilden Töchter (8 Simple Rules, Fernsehserie, 39 Episoden)
- 2005: Ein Königreich für ein Lama 2 – Kronks großes Abenteuer (Kronk’s New Groove, Stimme von Kuzco)
- 2006: Die Bankdrücker (The Benchwarmers)
- 2006: Grandma’s Boy
- 2007–2013: Rules of Engagement (Fernsehserie, 100 Episoden)
- 2007: Chuck und Larry – Wie Feuer und Flamme (I Now Pronounce You Chuck & Larry)
- 2010: Kindsköpfe (Grown Ups)
- 2011: Jack und Jill (Jack and Jill)
- 2012: Hot in Cleveland (Fernsehserie, Episode 3x24)
- 2012: Hotel Transsilvanien (Hotel Transylvania, Stimme von Griffin)
- 2013: Kindsköpfe 2 (Grown Ups 2)
- 2014: Die Goldbergs (The Goldbergs, Fernsehserie, Episode 2x01)
- 2015: Joe Dirt 2: Beautiful Loser
- 2015: Hotel Transsilvanien 2 (Hotel Transylvania 2, Stimme von Griffin)
- 2016: The Do-Over
- 2017–2018: Love (Fernsehserie, 4 Episoden)
- 2017–2018: The Mayor (Fernsehserie, 8 Episoden)
- 2018: Hotel Transsilvanien 3 – Ein Monster Urlaub (Hotel Transylvania 3: Summer Vacation, Stimme von Griffin)
- 2018: Vater des Jahres (Father of the Year)
- 2020: The Wrong Missy
- 2020: The Netflix Afterparty (Serie, Moderator)
- 2022: Hotel Transsilvanien – Eine Monster Verwandlung (Hotel Transylvania: Transformania, Stimme von Griffin)
- 2023: The Masked Singer (Musiksendung, Gastauftritt Folge 10x02)

## Auszeichnungen

### Goldene Himbeere
2012: Ausgezeichnet als Schlechteste Nebendarstellerin in Jack und Jill (als seine Rolle Monica)